# Starehe Girls’ Centre
Starehe Girls’ Centre – liceum dla dziewcząt w Nairobi. Powiązane jest z przypadkiem masowej histerii, do której doszło, gdy wykryto tam nieznaną chorobę, z powodu której 52 uczennice musiały być izolowane.

## Historia
Szkoła została założona w 2005 roku, kiedy to zajęła pomieszczenia Limuru Girls’ Centre, które zostało zamknięte w 2002 roku. 
Jest to siostrzana szkoła Starehe Boys' Centre and School.
Dyrektorem szkoły jest Margaret Wanjohi.
Njambi została zainspirowana do założenia szkoły średniej dla zdolnych dziewcząt z ubogich środowisk po rozmowie z Geoffreyem Griffinem, założycielem Starehe Boys’ Centre. Griffin już od lat rozważał ten pomysł i na wszelki wypadek zarezerwował trochę pieniędzy od darczyńców. Njambi zwróciła się do wielu kobiet sukcesu, w tym do szanowanej edukatorki Eddah Gachukia. Zaangażowała również weterana przemysłu Manu Chandarię. Gdy ówczesny minister edukacji George Saitoti zobowiązał się do zapewnienia nauczycieli dla szkoły, wiele osób i instytucji dołączyło do niej, w tym zagraniczne ambasady i absolwenci Starehe Boys. Centrum dla dziewcząt Starehe narodziło się i jest w 100% bezpłatne, rząd zapewnia nauczycieli, a darczyńcy opłacają personel pomocniczy. Kilka dziewcząt ze szkoły zapewniło sobie wstęp na niektóre z najlepszych uniwersytetów na świecie, w tym Yale. Njambi jest członkiem rady powierniczej szkoły.

### Masowa histeria
W październiku 2019 roku 52 uczennice zostały odizolowane z nieznaną chorobą, wykazując objawy wysokiego kaszlu, kichania i niskiej gorączki, a liczba ta później wzrosła do 68. 